# Valentin Senger

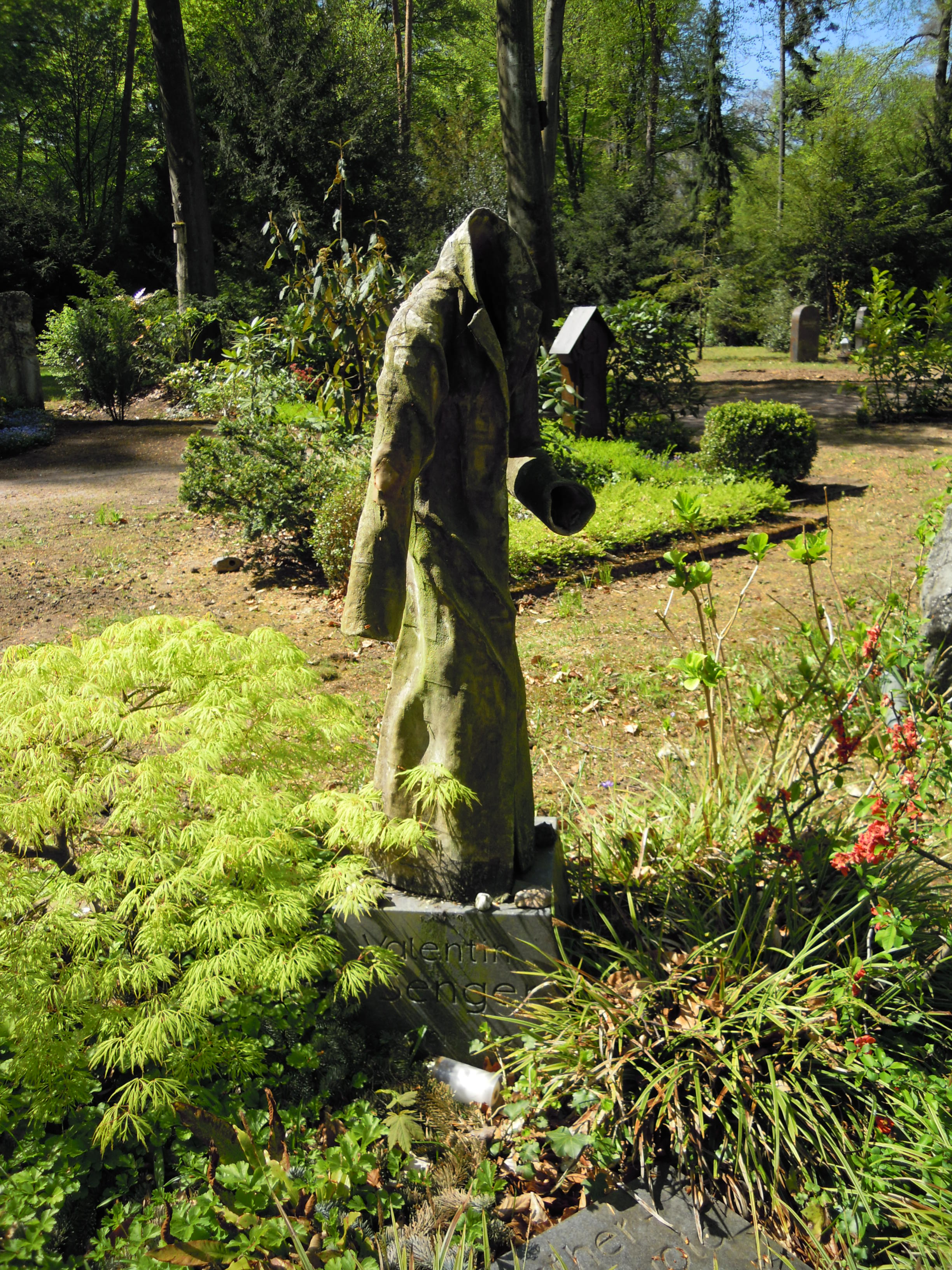
Grab von Valentin Senger von E. R. Nele auf dem Waldfriedhof Oberrad

Valentin Senger (geboren 28. Dezember 1918 in Frankfurt am Main; gestorben 4. September 1997 ebenda) war ein deutscher Schriftsteller, Autor und Journalist russisch-jüdischer Herkunft.

## Leben
Sengers Eltern waren wegen ihrer revolutionären Aktivität aus dem zaristischen Russland nach Frankfurt am Main geflohen. Der Name Senger wurde nach der Russischen Revolution angenommen. Der Vater Moissee Rabisanowitsch war Facharbeiter und Revolutionär. Sengers Mutter Olga Moissejewna war eine politisch aktive Frau. Sie setzte sich in Frankfurt am Main unter anderem für die Aktionsgemeinschaft zur Abschaffung des § 218 (Schwangerschaftsabbruch) ein und engagierte sich in den Vereinen und Bünden der russisch-jüdischen Arbeiterbewegung wie zum Beispiel im linksorientierten Jüdischen Arbeiter-Kulturbund. In Deutschland traten sie der Kommunistischen Partei Deutschlands bei. Valentin Senger und seine beiden Geschwister waren von klein auf in den Jugendorganisationen der Partei aktiv.
Er lebte und arbeitete von 1918 bis 1997 in Frankfurt am Main. Er absolvierte seine Lehre als Technischer Zeichner, Maschinenbauschule, Konstrukteur und Betriebsleiter.
Als die Nationalsozialisten 1933 die Macht übernahmen, war die Familie wegen ihres kommunistischen Engagements und ihrer jüdischen Herkunft doppelt gefährdet. Dennoch überlebten sie die zwölf Jahre des Nazifaschismus als einzige jüdische Familie (im Familienverbund) unentdeckt in Frankfurt. Die damit verbundenen Erlebnisse konnte er erst 1978 in seinem Buch Kaiserhofstraße 12 verarbeiten. Es wurde ein Bestseller. Daraufhin wurde das Buch 1980 vom Hessischen Rundfunk als Fernsehspiel verfilmt.
Nach dem Ende des Nationalsozialismus war Valentin Senger bis zum Verbot 1956 als Redakteur der kommunistischen Sozialistischen Volkszeitung (SVZ) tätig. Der Hauptgrund für seine Trennung von der KPD Ende 1958 war ihre unzureichende Aufarbeitung des Stalinismus im Zusammenhang mit den Enthüllungen des XX. Parteitags der KPdSU. Den Loslösungsprozess von der Partei hat Senger in seinem zweiten Buch Kurzer Frühling geschildert.
Nach seinem Parteiaustritt fand Valentin Senger wieder zu seinen jüdischen Wurzeln zurück. Obwohl er in Deutschland geboren war, musste er 25 Jahre für seine Einbürgerung kämpfen. Ihm wurde nach seinem Antrag auf Einbürgerung, den er am 4. Januar 1958 gestellt hatte, wegen seiner kommunistischen Vergangenheit die deutsche Staatsbürgerschaft verwehrt. Erst nach Veröffentlichung seines erfolgreichen Buches Kaiserhofstraße 12 bot man ihm im Juli 1981 die deutsche Staatsbürgerschaft an.
Ab Ende der 1950er Jahre bis zu seiner Pensionierung war Senger beim Hessischen Rundfunk als Reporter für Hörfunk, Fernsehen und Leiter der Fernseh-Wirtschaftsredaktion tätig. Der bekannte ARD-Moderator Frank Lehmann berichtete, dass er ohne seinen ehemaligen Vorgesetzten Senger wahrscheinlich kein Wirtschaftsjournalist geworden wäre. Senger habe Wirtschaft in erster Linie als Sozialpolitik, als Wirtschaft des kleinen Mannes, verstanden.
Seine ersten Bücher veröffentlichte und schrieb er unter dem Pseudonym Valentin Rabis in den 1950er Jahren: Die Brücke von Kassel (1954) und Am seidenen Faden (1956) wurden im Verlag Neues Leben veröffentlicht. In den 1980er und 1990er Jahren folgten weitere Erzählungen, Romane, autobiografische Texte. Insbesondere widmete er sich der Erforschung des jüdischen Lebens in Frankfurt am Main. Ein besonderes Interesse hatte er an der Recherche zu Themen über das Ostjudentum und die armen Juden wie zum Beispiel  die Wanderjuden (Roman: Die Buchsweilers).
Valentin Senger war seit 1950 bis zu seinem Tod mit der Fernsehjournalistin Irmgard Senger verheiratet. Sie hatten zwei Töchter und einen Sohn. Valentin Senger hatte vier Enkel.
In Frankfurt am Main gibt es eine Straße mit seinem Namen (Valentin-Senger-Straße) und ein Valentin-Senger-Haus. 1990 wurde ihm durch Oberbürgermeister Volker Hauff die Ehrenplakette der Stadt Frankfurt am Main verliehen. 1992 wurde er mit der Johanna-Kirchner-Medaille der Stadt Frankfurt am Main ausgezeichnet.
Ein Vorschlag, die „August-Henze-Schule für Sprachbehinderte“ in Valentin-Senger-Schule umzubenennen, konnte sich in den 1990er Jahren nicht durchsetzen. Der zuständige Ortsbeirat beschloss 1998 stattdessen den alten Namen der Schule zu verwenden und benannte sie in Weißfrauenschule um. Im selben Jahr zeigte das Museum Judengasse in Frankfurt am Main eine Ausstellung zu Valentin Senger mit dem Titel Valentin Senger – Fremder in der Heimat. Im September 2010 wurde in der Valentin-Senger-Straße 9 eine Außenstelle der Comeniusschule unter dem Namen Valentin-Senger-Schule eingerichtet. Es ist eine Grundschule mit Ganztagsangeboten. Im Gebäude befindet sich auch eine Kita des Ortsverbandes Frankfurt der Caritas.
Eine weitere Diskussion mit Lesung im Museum Judengasse folgte 2006 mit dem Titel Ich will reden von der Angst meines Herzens.
2009 erwarb der Verlag Schöffling & Co. die Rechte an Kaiserhofstraße 12 und bewarb die Neuauflage mit dem ersten Lesefest Frankfurt liest ein Buch im Jahr 2010. Unterstützt wurde das Literaturprojekt durch Rundfunk, Zeitung, Medien, Theater, Buchhandlungen und den Magistrat der Stadt Frankfurt am Main.

## Werke
unter dem Pseudonym Valentin Rabis:

Autogramm

- Die Brücke von Kassel. Ein Tatsachenbericht. Verlag Neues Leben, Berlin 1954.
- Am seidenen Faden. Verlag Neues Leben, Berlin 1956 (Kunstpreis des FDGB für Literatur, 1957).

unter eigenem Namen:
- als Herausgeber: Einführung in die Sozialpolitik. Soziale Sicherheit für alle. Reinbek bei Hamburg 1970.
- Kaiserhofstraße 12. Darmstadt/Neuwied 1978, ISBN 978-3-89561-485-9 (Ausgabe Schöffling, Frankfurt am Main 2010).
- Kurzer Frühling. Frankfurt am Main, Zürich 1984.
- mit Klaus Meier-Ude: Die jüdischen Friedhöfe in Frankfurt am Main. Frankfurt am Main, 1985.
- Die Buchsweilers. Hamburg und Zürich 1991.
- Das Frauenbad und andere jüdische Geschichten. München 1994.
- Der Heimkehrer. Eine Verwunderung über die Nachkriegszeit. München 1995.
- Die rote Turnhose und andere Fahnengeschichten. München 1997.